# Villemoutiers
Villemoutiers és un municipi francès, situat al departament del Loiret i a la regió de Centre – Vall del Loira. L'any 2007 tenia 498 habitants.

## Demografia

### Població
El 2007 la població de fet de Villemoutiers era de 498 persones. Hi havia 208 famílies, de les quals 52 eren unipersonals (16 homes vivint sols i 36 dones vivint soles), 80 parelles sense fills, 68 parelles amb fills i 8 famílies monoparentals amb fills.
La població ha evolucionat segons el següent gràfic:
Habitants censats

### Habitatges
El 2007 hi havia 246 habitatges, 206 eren l'habitatge principal de la família, 24 eren segones residències i 16 estaven desocupats. Tots els 244 habitatges eren cases. Dels 206 habitatges principals, 171 estaven ocupats pels seus propietaris i 35 estaven llogats i ocupats pels llogaters; 1 tenia una cambra, 10 en tenien dues, 43 en tenien tres, 59 en tenien quatre i 93 en tenien cinc o més. 165 habitatges disposaven pel capbaix d'una plaça de pàrquing. A 85 habitatges hi havia un automòbil i a 106 n'hi havia dos o més.

### Piràmide de població
La piràmide de població per edats i sexe el 2009 era:
| Homes | Edats   | Dones |
| ----- | ------- | ----- |
| 0     | 95 o +  | 0     |
| 0     | 90 a 94 | 4     |
| 0     | 85 a 89 | 0     |
| 4     | 80 a 84 | 8     |
| 8     | 75 a 79 | 4     |
| 16    | 70 a 74 | 16    |
| 24    | 65 a 69 | 16    |
| 24    | 60 a 64 | 20    |
| 16    | 55 a 59 | 8     |
| 16    | 50 a 54 | 16    |
| 16    | 45 a 49 | 12    |
| 16    | 40 a 44 | 16    |
| 12    | 35 a 39 | 16    |
| 32    | 30 a 34 | 16    |
| 8     | 25 a 29 | 4     |
| 12    | 20 a 24 | 4     |
| 24    | 15 a 19 | 8     |
| 24    | 10 a 14 | 24    |
| 8     | 5 a 9   | 12    |
| 16    | 0 a 4   | 12    |

## Economia
El 2007 la població en edat de treballar era de 304 persones, 223 eren actives i 81 eren inactives. De les 223 persones actives 202 estaven ocupades (115 homes i 87 dones) i 21 estaven aturades (11 homes i 10 dones). De les 81 persones inactives 33 estaven jubilades, 22 estaven estudiant i 26 estaven classificades com a «altres inactius».

### Ingressos
El 2009 a Villemoutiers hi havia 203 unitats fiscals que integraven 473 persones, la mediana anual d'ingressos fiscals per persona era de 17.886 €.

### Activitats econòmiques
Dels 5 establiments que hi havia el 2007, 2 eren d'empreses de construcció, 1 d'una empresa de comerç i reparació d'automòbils, 1 d'una empresa financera i 1 d'una empresa de serveis.
Dels 3 establiments de servei als particulars que hi havia el 2009, 1 era un taller de reparació d'automòbils i de material agrícola, 1 paleta i 1 guixaire pintor.
L'any 2000 a Villemoutiers hi havia 23 explotacions agrícoles que ocupaven un total de 1.258 hectàrees.

## Poblacions més properes
El següent diagrama mostra les poblacions més properes.